# Tczów
Tczów è un comune rurale polacco del distretto di Zwoleń, nel voivodato della Masovia.
Ricopre una superficie di 72,12 km² e nel 2004 contava 4 906 abitanti.